# خورخي لوبيز (فيزيائي)
خورخي لوبيز (بالإنجليزية: Jorge López)‏ هو فيزيائي أمريكي، ولد في 1955.